# Podomyrma obscurior
Podomyrma obscurior é uma espécie de formiga do gênero Podomyrma, pertencente à subfamília Myrmicinae.